# Boa noite, Vitinho! (2.º single)
Boa noite, Vitinho! (II) foi o segundo single da banda sonora da série de desenhos animados do Vitinho transmitida, durante mais de dez anos, em horário nobre pela RTP – Rádio e Televisão de Portugal. Foi editado em disco de vinil e cassete no ano de 1988.
Este single musical teve como intérpretes as cantoras Dulce Neves e Isabel Campelo, e contou com a colaboração do Maestro Baião Simões na direção do coro infantil. Foi editado e distribuído com o apoio dos flocos de cereais Miluvit (da Milupa Portuguesa).

## Faixas
| Lado A         | |         |  |
| N.º            | Título                                                                                                  | Duração |  |
| 1.             | "Boa noite, Vitinho! (II)" (Letra: J. Mendes Martins / Música: José Calvário / Intérprete: Dulce Neves) | 03:05   |  |
| Duração total: | Duração total:                                                                                          | 03:05   |  |

| Lado B         | |         |  |
| N.º            | Título                                                                                               | Duração |  |
| 1.             | "Cantiga de Embalar" (Letra: J. Mendes Martins / Música: José Calvário / Intérprete: Isabel Campelo) | 02:48   |  |
| Duração total: | Duração total:                                                                                       | 02:48   |  |

## Ficha técnica
- Intérprete: Dulce Neves e Isabel Campelo
- Orquestração: Orquestra Sinfónica de Londres (dirigida pelo Maestro José Calvário)
- Colaboração: Coro Infantil da TAP Air Portugal (dirigido pelo Maestro Baião Simões)
- Capa: José Maria Pimentel
- Produção: José Maria Pimentel
- Sob licença: Milupa Portuguesa e RTC – Rádiotelevisão Comercial, Lda.
- Editora: Ovação – Comércio e Indústria de Som, Lda.